# ترودي ريتشاردز
ترودي ريتشاردز (بالإنجليزية: Trudy Richards)‏ هي مغنية أمريكية، ولدت في القرن العشرين، وتوفيت في 2008.

## روابط خارجية
- ترودي ريتشاردز على موقع أول ميوزيك (الإنجليزية)